# Johanna Öhman
Eva Johanna Öhman, tidigare Wolf Öhman, född 14 november 1965 i Örnäsets församling, Norrbottens län, är en svensk präst.

## Biografi
Johanna Öhman föddes 1965 i Luleå. Hon avlade 1987 lägre kantorsexamen och studerade 1987–1993 teologi vid Uppsala universitet. Hon var mellan 1993 och 1994 pastorsadjunkt i Edsberg, Sollentuna församling och blev 1994 komminister i Tullinge församling. Hon var mellan 1997 och 2006 komminister i Vantörs församling, 2006–2008 distriktspräst i Sankt Mikaels församling, 2009–2013 kyrkoherde i Sankt Mikaels församling och är sedan oktober 2013 kyrkoherde i Sofia församling i Stockholm. Öhman är åtminstone från 2018 kontraktsprost i Södermalms kontrakt.
Öhman är medlem i Stiftsföreningen för Partipolitiskt obundna i Svenska kyrkan i Stockholms stift.